# دعاء الكروان (فلم)
دعاء الكروان هو فيلم مصري ويعد من بين أفضل الأفلام التي قدمتها السينما المصرية. فقد جاء في الترتيب السادس في قائمة أفضل عشرة أفلام في تاريخ السينما المصرية، وذلك في الاستفتاء الذي أجرته مجلة «فنون» المصرية عام 1984. الفيلم ضمن أفضل مئة فيلم في تاريخ السينما المصرية في استفتاء النقاد عام 1996. عُرض فيلم (دعاء الكروان) لأول مرة عام 1959. القصة والسيناريو والحوار يوسف جوهر بالاشتراك مع المخرج، اقتباس من رواية أدبية بنفس الاسم  للأديب  المصري ووزير المعارف السابق الدكتور «طه حسين» (1889-1973)، وإخراج المخرج المصري «هنري بركات» (1914- 1997)، وبطولة سيدة الشاشة العربية «فاتن حمامة».

## القصة
أما بالنسبة لمضمون الفيلم، والذي أصبحت قصته من كلاسيكيات السينما المصرية، فهو يحكي عن «آمنة» الفتاة الريفية التي تتمرد على العادات والتقاليد في صعيد مصر، تبدأ القصة بلوم خال آمنة لأمها بسبب زنا أبو آمنة وهتكه لأعراض الناس ثم يُقتل أبو آمنة ويُصر الخال على ترحيلهم من القرية لأن الناس يعايروه بزنا نسيبه، تحاول الأم أثناء الخال عن ذلك ولكنه يبرر ذلك بأن الأب هو السبب لأن لم يراعي حق الله في أعراض الناس وبالتالي يجب أن يُرد إليه ذلك في بناته من منطلق كما تدين تدان وعلى هذا فإن الأب لم يخشى على بناته فلم سيكون هو رفيقا بهم إذا كان أبوهم لم يفعل، ثم يهاجروا إلى مكان آخر حيث تعمل آمنة خادمة عند المأمور وأختها هنادي عند مهندس الري، حيث تقع أختها «هنادي» في حب ذلك المهندس العازب الذي تعمل عنده خادمة، ولكنه يعتدي عليها ويحطم حياتها، وبالتالي تُقتل أمام أختها «آمنة» على يد خالها.. فتقرر «آمنة»، بعد أن عاهدت نفسها مع دعاء الكروان في القرية، الانتقام لأختها من ذلك المهندس.. وهناك، في منزل المهندس، تحاول أن تنفذ العهد بالانتقام ولكنها لاتقوى، فقد تحرك قلبها وبدأ يميل نحو هذا المهندس، إلا أنها تدوس على مشاعرها وترفض البقاء معه وتقرر الرحيل عنه، حيث أنها تعرف بأن طيف أختها «هنادي» سيبقى حاجزاً بينها وبينه.

## النص السينمائي
لقد وفق السيناريو والحوار، وبشكل كبير، في نقل رواية «طه حسين» إلى الشاشة، خصوصاً إذا عرفنا بأن سيناريو الفيلم قد أضيفت إليه وحذفت منه وعدلت فيه بعض أحداث الرواية وشخصياتها.. وبذلك يعتبر الجهد الذي قام به «يوسف جوهر» و«بركات» ليس مجرد نقل رواية أدبية حرفياً إلى السينما، وإنما هو جهد يقترب من التأليف.
وعند الحديث عن فيلم (دعاء الكروان)، لايمكن إغفال ما لدور الحوار من قيمة فنية كبيرة أضيفت إلى الفيلم، خصوصاً إذا عرفنا ـ أيضاً ـ بأن الرواية الأصلية تكاد تكون خالية من الحوار، فقد اعتمدت بشكل كبير على السرد الدرامي من وجهة نظر ذاتية للبطلة.. فقد كان الحوار معبراً بأسلوب وجمال عباراته عن البيئة بدقة متناهية، ويتناسب مع ظروف الحياة والفترة التاريخية التي جرت فيها الأحداث، هذا إضافة إلى حيوية أدائه وإجادته من قِبل الممثلين.
وبذلك استطاع السيناريو أن ينجح في رسم شخصياته وتعميقها، وخلق الأجواء النفسية والاجتماعية بما يتناسب ويعبر عن ذلك الواقع، هذا إضافة الي مساهمة بعض التفاصيل الصغيرة الفكاهية، المتناثرة هنا وهناك، في خلق ما يسمي بفترات استرخاء وراحة للمتفرج، استعداداً لاستقبال الحدث المأساوي التالي.. هذا الانتقال والتبادل بين المأساة والفكاهة قد أعطى للمأساة دوراً مؤثراً وقريباً من نفس المتفرج.

## الإخراج
أما بالنسبة للإخراج، فقد قام به واحد من كبار مخرجي السينما المصرية ، وواحد من أعمدة الإخراج السينمائي المصري.. فقد اشتهر المخرج «هنري بركات» بأفلامه العاطفية والغنائية ذات الطابع الرومانسي.
بدأت علاقة «بركات» بالسينما بعد تخرجه من كلية الحقوق، عندما اشترك مع أخوته في إنتاج فيلم (عنتر أفندي ـ 1935).. وقد كان فشل هذا الفيلم حافزاً لظهور رغبته في أن يصبح مخرجاً، لذلك عندما سافر إلى فرنسا لدراسة القانون، اهتم هناك بدراسة السينما أيضاً، وتنقل بين إستوديوهات باريس، كما شاهد كماً كبيراً من الأفلام وقرأ كل ما وقع تحت يديه من كتب ومجلات سينمائية.. ثم عاد إلى مصر ليبدأ حياته الفنية كمساعد للإخراج والمونتاج في عدة أفلام، حتى قام بإخراج فيلمه الأول (ورد الغرام ـ 1951) من بطولة «ليلى مراد» و«محمد فوزي».
وبسبب نجاح فيلمه الأول، فقد أخرج بعده ـ وفي موسم واحد ـ أربعة أفلام.. وكان لايخلو موسم واحد من فيلم أو أكثر له.. إلى أن قدم فيلمه الكبير (دعاء الكروان)، والذي كان بمثابة إعلاناً بتميزه وأهميته كمخرج كبير، وتأكيداً لقدراته الفنية المتميزة. وبذلك استحق عدة جوائز محلية قدمتها الدولة له ولفيلمه هذا، وهي: جائزة أفضل ممثلة لـ«فاتن حمامة»، وجائزة أفضل ممثل لـ«أحمد مظهر»، كما فازت «زهرة العلا» بجائزة أفضل ممثلة مساعدة.. هذا إضافة إلى جوائز الإخراج والسيناريو والإنتاج.

## الفيلم دوليًا

أحمد مظهر وفاتن حمامة في أحد مشاهد الفيلم.

أما على الصعيد السينمائي الدولي، فقد أختير (دعاء الكروان) لتمثيل السينما المصرية في مهرجان برلين السينمائي الدولي في نفس العام.
بعد هذا الفيلم، بدأت تتضح بشكل أكثر الرؤية الفنية لـ«بركات»، حيث قدم فيما بعد عدة أفلام هامة، مثل: الباب المفتوح ـ 1964، الحرام ـ 1965، الخيط الرفيع ـ 1971، أفواه وأرانب ـ 1977، ولا عزاء للسيدات ـ 1979، ليلة القبض على فاطمة ـ 1984.. ومن المعروف للجميع، بأن (فاتن حمامة / بركات) من أنجح الثنائيات بين ممثلة ومخرج، وأفضل أعمال الاثنان هي التي جمعتهما معاً.
إن من أهم ما يتميز به أسلوب «بركات» في الإخراج السينمائي، هو قيادته للممثل، والتي برع فيها إلى حد كبير.. يقول «بركات»: (...للممثل عندي دور كبير، فهو وسيلتي الأساسية للتعبير عن الإنسان...).. كما يتميز «بركات» بتكوينات الصورة السينمائية المريحة جداً للعين، والتي تخلو من الافتعال والاستعراض الفني.. هذا إضافة إلى كاميرته وحركتها الناعمة التي تتناسب والمونتاج الهاديء لهذه النعومة والشاعرية.. وقد بدى ذلك واضحاً إلى حد كبير في فيلمه الآخر (الحرام ـ 1965).

## روابط خارجية
- مقالات تستعمل روابط فنية بلا صلة مع ويكي بيانات